# Мастрюкова, Татьяна Алексеевна
Татьяна Алексеевна Мастрюкова (13 ноября 1925 года, Москва — 3 ноября 2006 года, Москва) — советский химик-органик, член-корреспондент АН СССР (с 1987), лауреат премии имени А. Н. Несмеянова.

## Биография
Родилась 13 ноября 1925 года в Москве.
В 1948 году — окончила МГУ.
С 1948 по 1954 годы — работа в Институте органической химии АН СССР.
С 1954 года — работа в Институте элементорганических соединений АН СССР.
В 1976 году — присвоено учёное звание профессора.
Умерла 3 ноября 2006 года. Похоронена на Донском кладбище Москвы, вместе с М. И. Кабачником.

### Научная деятельность
Основные научные работы относятся к теоретической органической химии и химии фосфорорганических соединений. Совместно с М. И. Кабачником разработала методы синтеза тиофосфорорганических соединений на основе сульфидов фосфора.
Впервые получила диалкилтиофосфиты (1949—1953). Исследовала таутомерию органических монотиокислот фосфора.
Разработала новый метод определения констант таутомерного равновесия на основе потенциометрических измерений («метод пересекающихся прямых», 1953—1960).
Разработала корреляционный анализ силы орг. СН-к-т и развила корреляционный анализ фосфорорганических соединений (1959—1985).
Открыла и изучила диадную фосфоруглеродную, триадную фосфорилоксиилидную и другие виды таутомерии (1977—1989).
Исследовала и обобщила закономерности двойственной реакционной способности амбидентных анионов и молекул.
Исследовала количественные закономерности алкилирования монотиокислот фосфора алифатическими диазосоединениями (1972—1985). На основе изучения двойственной реакционной способности солей монотиокислот фосфора разработала широко применяемый «солевой метод» получения тиоловых эфиров к-т фосфора.
В области химии физиологически активных в-в разработала принцип изыскания избирательно действующих инсектоакарицидов, основанный на конкуренции в организмах разных видов процессов активации и детоксикации препаратов (1970-е — 1987).
Совм. с сотрудниками синтезировала многочисленные фосфорорганические пестициды, среди которых был внедрен М-81 («интратион») (1955—1963), а также разработаны для применения гаметоциды — «эфогам» и «гаметан», используемые в технологии получения гибридных семян (1976—1987).

## Награды
- Орден «Знак Почёта»[1]
- Медаль «Китайско-советская дружба»[1]
- Премия имени А. Н. Несмеянова (за 1997 год, совместно с М. И. Кабачником) — за цикл работ «Тиосоединения трех- и четырехкоординированного фосфора. Прототропная и кольчато-цепная анионотропная таутомерия. Двойственная реакционная способность»